# Тарос
Тарос, още Естрагон (Artemisia dracunculus L.), е многогодишно растение от семейство Сложноцветни (Asteraceae). В Европа са разпространени главно два подвида на естрагона – френски (Artemisia dracunculus sativa) и руски (Artemisia dracunculoides Pursch).
Френският естрагон (който е разпространен и в България) не може да се отглежда от семена, а само чрез разделяне на коренището на растението. Руският естрагон има по-слаб аромат и се отглежда от семена.
Като подправка се употребяват връхните стъблени части заедно с листата и цветовете. Те съдържат 0,80% етерично масло (60 – 75% естрагол), флавоноиди, гликозиди, инулин, витамини и др.
Чрез дестилация с водна пара на пресни или изсушени клонки се получава етерично масло. То е жълтеникавозелена течност със специфичен маслоподобен анасонов мирис, тъй като съдържа анетол.
Маслото се прилага в промишлеността, както и за приготовляване на естрагонов оцет.
Клончетата служат за ароматизиране на разнообразни ястия, салати, фини сосове и за приготвяне на лекарства.
Тароса е основната съставка на грузинската безалкохолна напитка „Тархун“. Рецептата ѝ е разработена от аптекаря Митрофан Лагидзе (1869 – 1960) през 1889 година.
Култивира се в почти цяла Европа, Русия, Африка и Северна Америка.